# Ensemble Kirchplatz (Weilheim in Oberbayern)

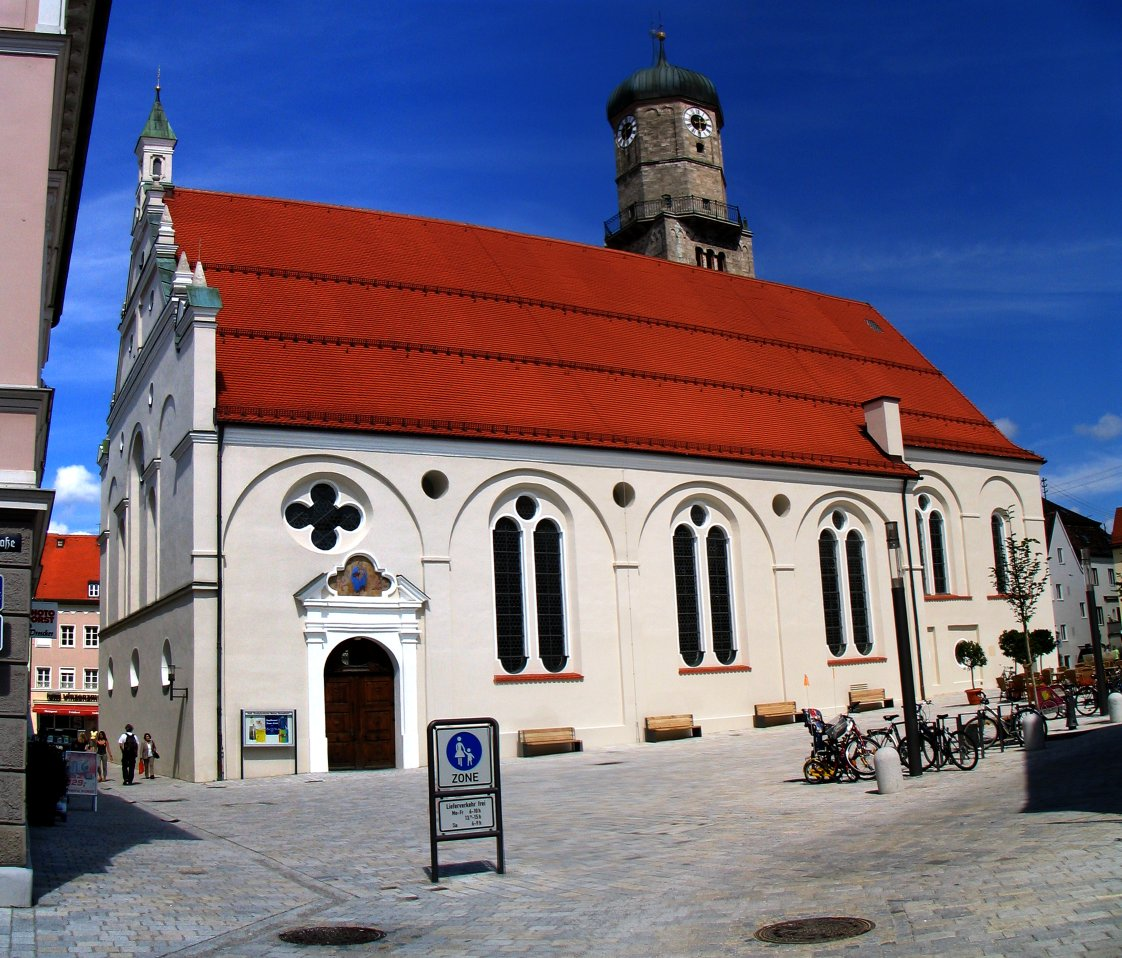
Kirche Mariä Himmelfahrt

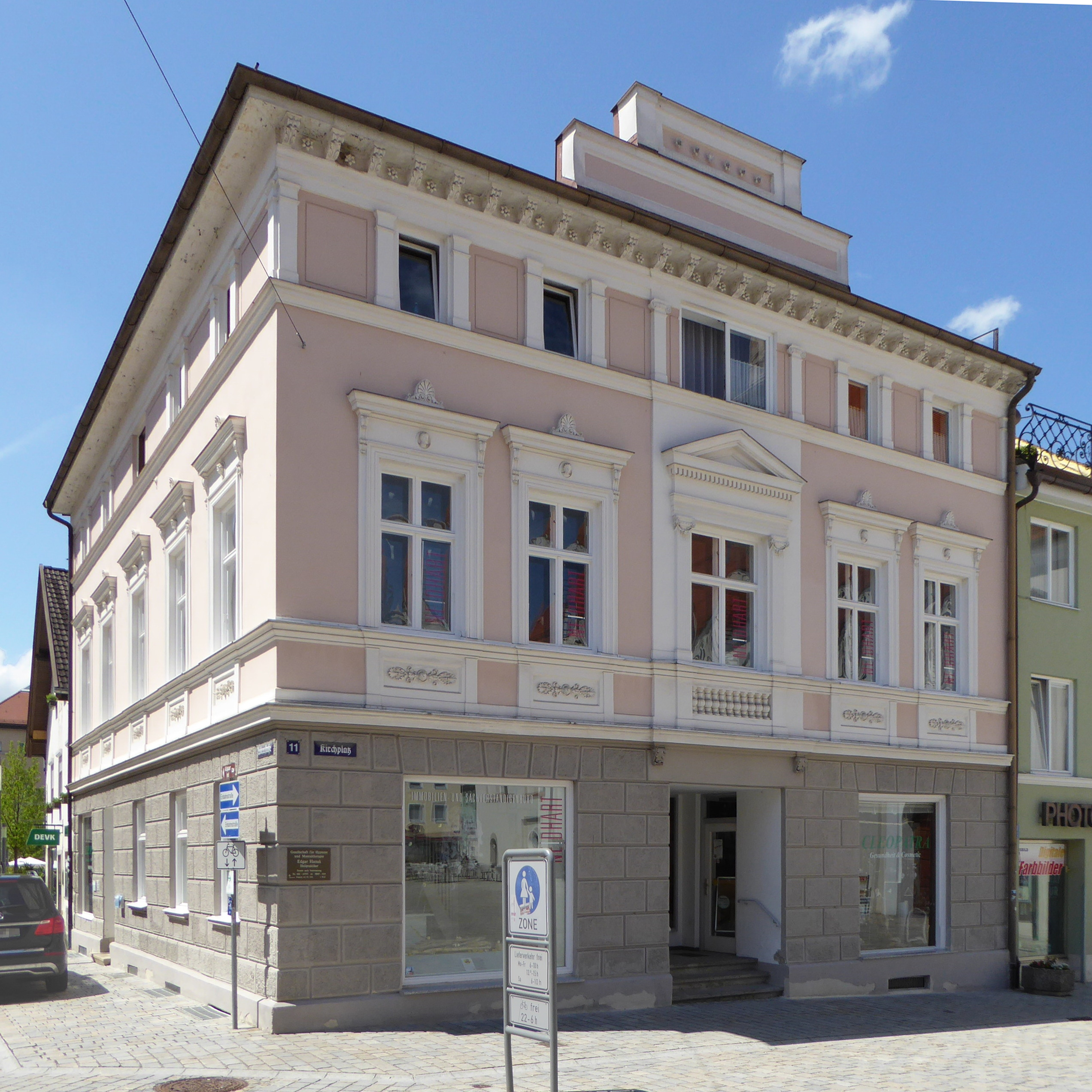
Wohn- und Geschäftshaus Kirchplatz 11

Das Ensemble Kirchplatz in Weilheim in Oberbayern, der Kreisstadt des oberbayerischen Landkreises Weilheim-Schongau, ist ein Bauensemble, das unter Denkmalschutz steht.

## Beschreibung
Der vor der Südseite der Stadtpfarrkirche Mariä Himmelfahrt sich ausbreitende, von der Hofstraße und Pöltner Straße tangierte Platz entstand nach Abbruch des alten, im 14. Jahrhundert gestifteten Spitals und seiner Kirche im Jahr 1826.
Der Platz wird beherrscht von der Kirche. Die West-, Süd- und Nordseite sind geschlossen durch bürgerliche Wohn- und Geschäftshäuser des 19. Jahrhunderts und einige Neubauten eingefasst. Ein Teil dieser Bauten gehörten zum alten Spitalhof, dessen Ausdehnung in der Platzanlage noch anschaulich wird.

## Einzeldenkmäler
- Kirchplatz 9: Wohn- und Geschäftshaus
- Kirchplatz 11: Wohn- und Geschäftshaus